# 1988 في الأوروغواي
فيما يلي قوائم الأحداث التي وقعت خلال عام 1988 في الأوروغواي.

## رياضة
- 1 يناير – بطولة أمم الأمريكتين لكرة السلة 1988 الفائز منتخب البرازيل لكرة السلة.

## مواليد

### يناير
- 14 يناير – فيديريكو لاينز لاعب كرة قدم أوروغواياني.
- 17 يناير – غونزالو غودوي لاعب كرة قدم أوروغواياني.
- 25 يناير – دييغو أريزميندي لاعب كرة قدم أوروغواياني.
- 26 يناير – خوسيه ريكاردو فيغيروا لاعب كرة قدم أوروغواياني.

### فبراير
- 1 فبراير – فاطمة دافيلا عاضة أزياء أوروغويانية.
- 6 فبراير – نيكولاس فرتادو ممثل أوروغواياني.
- 7 فبراير – مارسيل رومان لاعب كرة قدم أوروغواياني.
- 11 فبراير – كلاوديو هيريرا لاعب كرة قدم أوروغواياني.
- 14 فبراير – ميشيل أكوستا لاعب كرة قدم أوروغواياني.

### مارس
- 7 فبراير – مارسيل رومان لاعب كرة قدم أوروغواياني.
- 17 مارس – مارتين دياز لاعب كرة قدم أوروغواياني.
- 23 مارس – أليخاندرو غونزاليس لاعب كرة قدم أوروغواياني.
- 27 مارس – ماورو غويكوتشيا لاعب كرة قدم أوروغواياني.

### أبريل
- 21 أبريل – غاري كاغيلماشير لاعب كرة قدم أوروغواياني.
- 28 أبريل – اميليانو الفارو لاعب كرة قدم.

### مايو
- 28 مايو – دييغو رودريغيز كانو لاعب كرة قدم أوروغواياني.
- 28 مايو – ماريانو فيراري لاعب كرة قدم أوروغواياني.

### أغسطس
- 31 أغسطس – انزو رويس لاعب كرة قدم أوروغواياني.

### سبتمبر
- 26 سبتمبر – غييرمو مولينس لاعب كرة قدم سويدي.

### نوفمبر
- 27 نوفمبر – ماتياس بريتوس لاعب كرة قدم أوروغواياني.

### ديسمبر
- 14 ديسمبر – ماريو ريسو لاعب كرة قدم أوروغواياني.
- 17 ديسمبر – جوناثان إغليسياس لاعب كرة قدم أوروغواياني.
- 19 ديسمبر – خوان مانويل موراليس لاعب كرة قدم أوروغواياني.

## وفيات

### يونيو
- 27 يونيو – أباريسيو مينديس (مواليد 1904)